# Köpenhamn

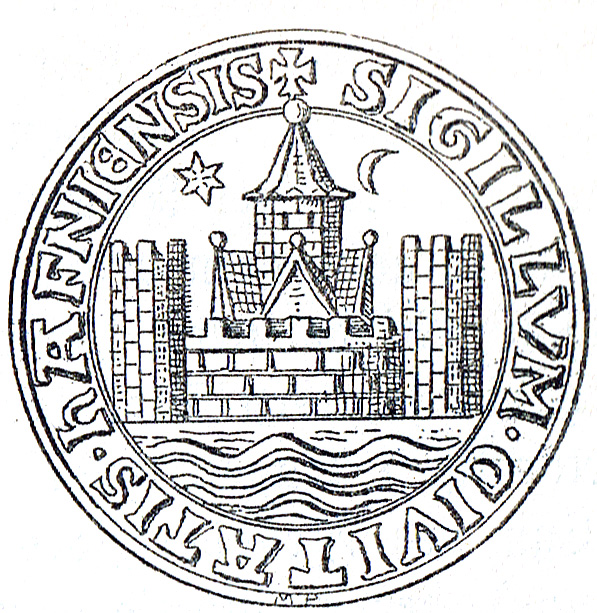
Köpenhamns sigill från 1296.

Köpenhamn (danska: København, [kʰøpm̩ˈhɑwˀn] ( lyssna), förr även Kjøbenhavn) är Danmarks huvudstad. Staden ligger i östligaste Danmark, på öarna Själland och Amager, vid Öresund. Köpenhamn är Danmarks ekonomiska, kulturella och vetenskapliga centrum, samt säte för parlamentet (Folketinget), för regeringen samt för Danmarks kung. Tillsammans med Malmö, som sedan år 2000 sammanknyts av Öresundsbron, ingår staden i den transnationella samarbetsregionen Öresundsregionen. Köpenhamns kommun har cirka 660 000 invånare (764 249 invånare inklusive Frederiksberg kommun), medan Hovedstadsområdet, som motsvarar Köpenhamns tätort, har cirka 1,4 miljoner invånare (2024), storstadsområdet har ca. 2,2 miljoner invånare (2024). 

## Etymologi
På medeltidsdanska hette orten Køpmannæhafn, ungefär "köpmännens hamn", vilket uttrycker stadens betydelse under medeltiden. År 1043 omnämndes orten för första gången som Havn ("hamn"). Nutida namn på staden är på engelska Copenhagen, isländska Kaupmannahöfn, polska Kopenhaga, tjeckiska Kodaň, på finska Kööpenhamina, estniska Kopenhaagen, och på franska, spanska och portugisiska Copenhague.

## Historia

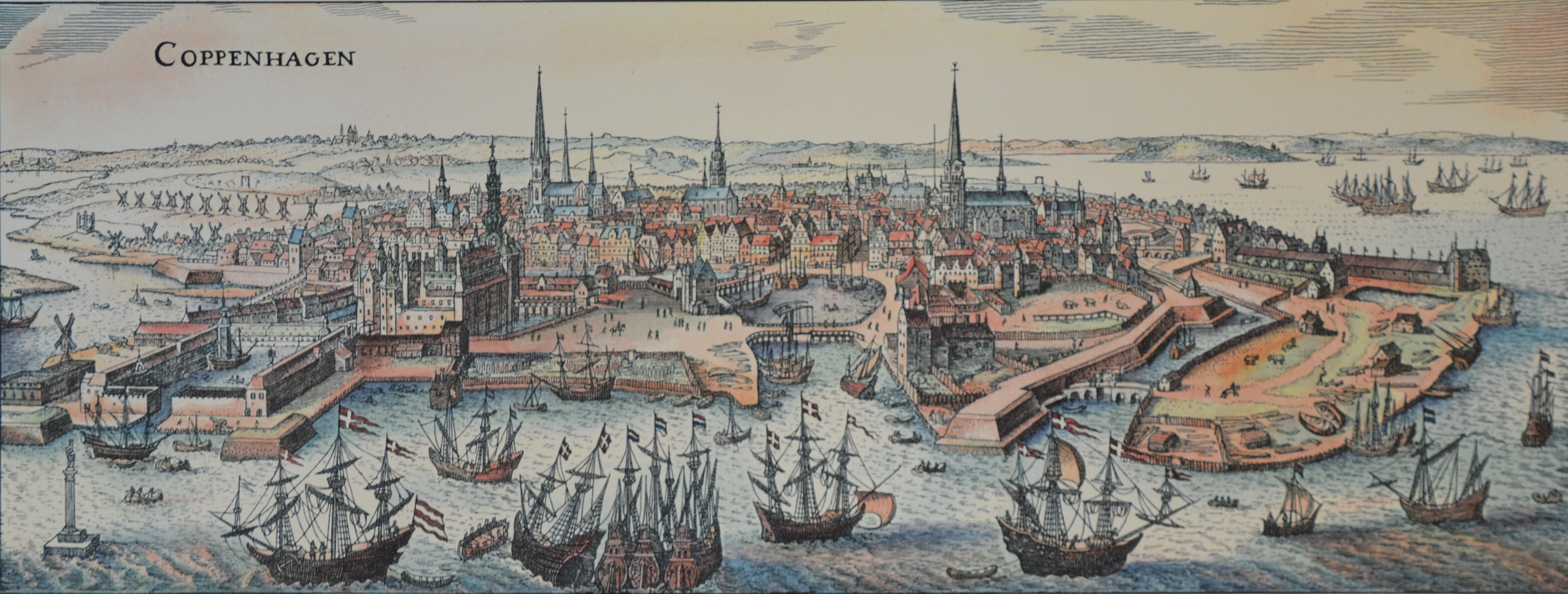
Köpenhamn, första hälften av 1600-talet

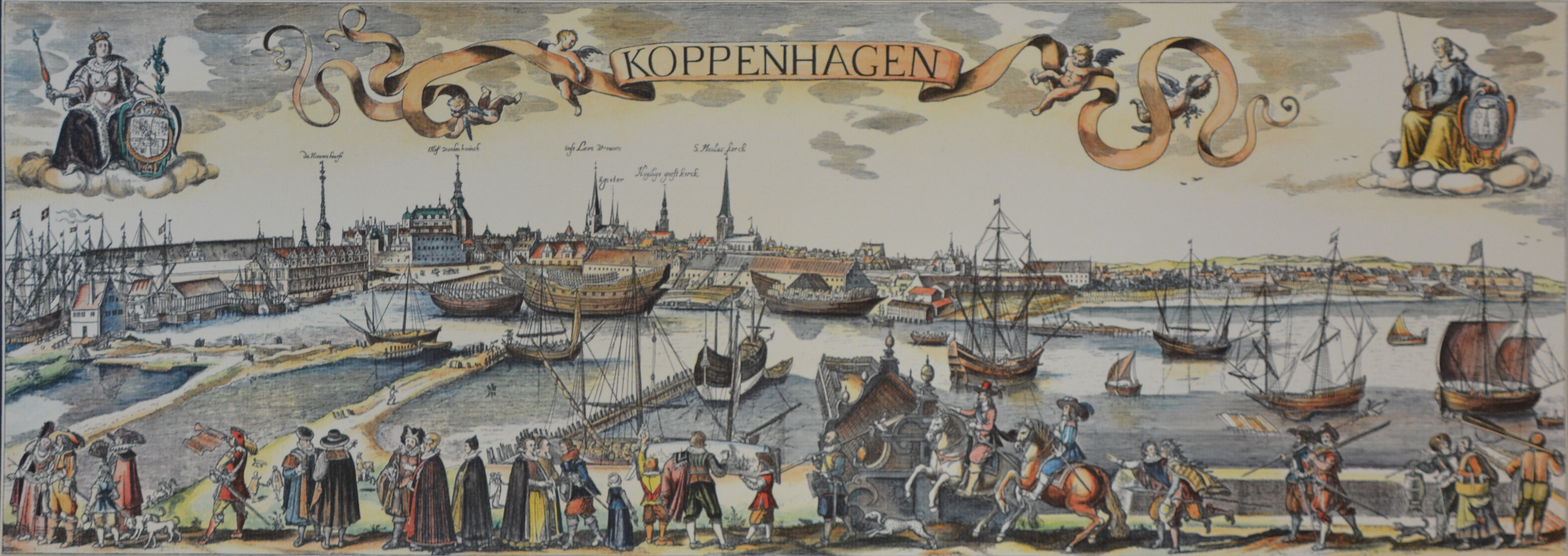
Köpenhamn, andra hälften av 1600-talet

Traditionellt brukar Köpenhamns historia inledas med biskop Absalon Hvides (1167–1168) borgbygge till försvar av bosättningen. Detta även om bosättning funnits på platsen flera hundra år tidigare. Borgen fick stor militär betydelse i dåtidens krig mot venderna, och rester av Absalons borg finns kvar under nutidens Christiansborgs slott. Ortens centrala läge vid Öresund och givande sillfiske gjorde den till en viktig handelsplats och Köpenhamn växte snabbt. På order av Erik av Pommern blev Köpenhamn 1416 en kunglig besittning och kom successivt under resten av 1400-talet att bli Danmarks viktigaste stad och de facto huvudstad.
Kristian I anlade 1479 Köpenhamns universitet och staden fortsatte att blomstra in på 1500-talet och 1536 blev den officiellt Danmarks huvudstad. Köpenhamns stadsplan är till stor del ett verk av Kristian IV, som var en framgångsrik byggherre och lät bygga en rad monumentala byggnadsverk i staden, som Börsen, Holmens Kirke, Rosenborgs slott och Tøjhuset. 1658 angrep den svenske kungen Karl X Gustav Köpenhamn, men staden lyckades med en hårsmån försvara sig mot svenskarnas belägring, vilket skaffade köpenhamnarna ökad prestige och självstyre.
Under 1700-talet fortsatte Köpenhamn sin gynnsamma utveckling och växte i betydelse trots en rad olyckliga omständigheter. En pestepidemi drabbade Köpenhamn 1711 och staden brann dessutom ned vid två tillfällen, 1728 och 1795, samt blev bombarderat av engelska flottan i slaget om Köpenhamn (1807) vilket ödelade en stor del av den äldre staden. På 1800-talet blev Köpenhamn centrum för Danmarks industrialisering. Köpenhamns stadsmurar som funnits sedan medeltiden revs och ersattes av grönytor och stadsbebyggelse. Under slutet av 1800-talet tvingade dåvarande ministären J.B.S Estrup och kungen igenom ett hopplöst omodernt försvarsverk som fick namnet Vestenceinten och numera i folkmun kallas Vestvolden. Detta ledde till att stadsplaneringen i hög grad gick ut på att bygga täta, kompakta kvarter.
Första världskriget innebar arbetslöshet och sociala påfrestningar för staden, frånsett det enorma minfält som lagts ut av såväl danska, svenska som tyska flottorna. Endast en smal ränna hölls öppen. Köpenhamn var därefter under andra världskriget, liksom resten av Danmark, ockuperat från 9 april 1940 till 5 maj 1945. Den mest spektakulära händelsen under den tyska ockupationen var RAF:s bombning av Gestapos högkvarter i Shellhuset den 21 mars 1945, då ett stort antal politiska fångar lyckades fly och Gestapos arkiv förstördes. Under slutet av ockupationen avskaffades den danska polisen och en laglös period utbröt.
1971 ockuperade en grupp aktivister ett övergivet militärområde i staden, det som kom att bli fristaden Christiania. Området har de facto haft en viss grad av självstyre, vilket bland annat lett till att det blivit förknippat med fri narkotikahandel. I Danmark har Chistiania både betraktats som ett politiskt accepterat socialt experiment (främst av vänsterpartierna Socialdemokratiet och Socialistisk Folkeparti) och utsatts för flera avhysnings- eller normaliserings-försök från myndigheter.

## Klimat
Köpenhamn har maritimt klimat. Som för nästan hela Nordeuropa är årsmedeltemperaturen cirka 5 grader högre än genomsnittet för sin latitud.
En normalvinter präglas av växlande milda och kalla perioder från jul till slutet av februari, snarare än att medeltemperaturen ligger runt noll grader hela perioden januari-februari. År utan någon meteorologisk vintermånad (med medeltemp. under fryspunkten) är inte ovanliga. 
Köpenhamn, som stad vid helt öppen kust mot öster och söder och med öppet relativt låglänt terräng och tämligen skogfritt kulturlandskap åt väster och norr, är en relativt blåsig stad året runt. Till detta kommer att de atlantiska lågtrycksminima mycket ofta passerar över eller nära Danmark.
|                                            | Jan  | Feb  | Mar  | Apr | Maj  | Jun  | Jul  | Aug  | Sep  | Okt  | Nov | Dec |
| ------------------------------------------ | ---- | ---- | ---- | --- | ---- | ---- | ---- | ---- | ---- | ---- | --- | --- |
| Normaldygnets maximitemperaturs medelvärde | 2,0  | 2,1  | 4,8  | 9,6 | 15,1 | 19,4 | 20,5 | 20,4 | 16,8 | 12,2 | 7,2 | 3,7 |
| Normaldygnets minimitemperaturs medelvärde | −2,0 | −2,3 | −0,4 | 2,3 | 7,0  | 11,1 | 12,8 | 12,5 | 10,0 | 6,9  | 3,0 | 0,5 |
|                                            |      |      |      |     |      |      |      |      |      |      |     |     |
| Nederbörd                                  | 36   | 24   | 34   | 35  | 40   | 45   | 57   | 55   | 53   | 47   | 52  | 47  |

| Diagram | temperaturer i °C • månadsnederbörd i mm | temperaturer i °C • månadsnederbörd i mm | temperaturer i °C • månadsnederbörd i mm | temperaturer i °C • månadsnederbörd i mm | temperaturer i °C • månadsnederbörd i mm | temperaturer i °C • månadsnederbörd i mm | temperaturer i °C • månadsnederbörd i mm | temperaturer i °C • månadsnederbörd i mm | temperaturer i °C • månadsnederbörd i mm | temperaturer i °C • månadsnederbörd i mm | temperaturer i °C • månadsnederbörd i mm | temperaturer i °C • månadsnederbörd i mm |
|         | 36 2 -2                                  | 24 2 -2                                  | 34 5 -0                                  | 35 10 2                                  | 40 15 7                                  | 45 19 11                                 | 57 21 13                                 | 55 20 13                                 | 53 17 10                                 | 47 12 7                                  | 52 7 3                                   | 47 4 1                                   |

## Styre och demografi
Köpenhamns kommun administreras av sju råd, liknande kommundelsnämnder i en svensk kommun. Rådens uppgifter bestäms av borgarrepresentationen, som motsvarar kommunfullmäktige i Sverige. Borgarrepresentationen har 55 medlemmar och sitter i Köpenhamns rådhus. Det tyngsta rådet, ekonomirådet, styrs av överborgmästaren. Val av borgarrepresentation sker vart fjärde år men inte i anslutning till det statliga valet som i Sverige.
Sophie Hæstorp Andersen (Socialdemokratiet) verkar sedan den 1 januari 2022 som överborgmästare i det traditionellt socialdemokratiska Köpenhamn.

### Administrativ indelning
Uppgifterna om Köpenhamns folkmängd varierar beroende på hur stort område som räknas. Ändringar av administrativa gränser under senare år har satt äldre definitioner av till exempel Köpenhamns storstadsområde ur spel, vilket kan förvirra.

#### Köpenhamns kommun

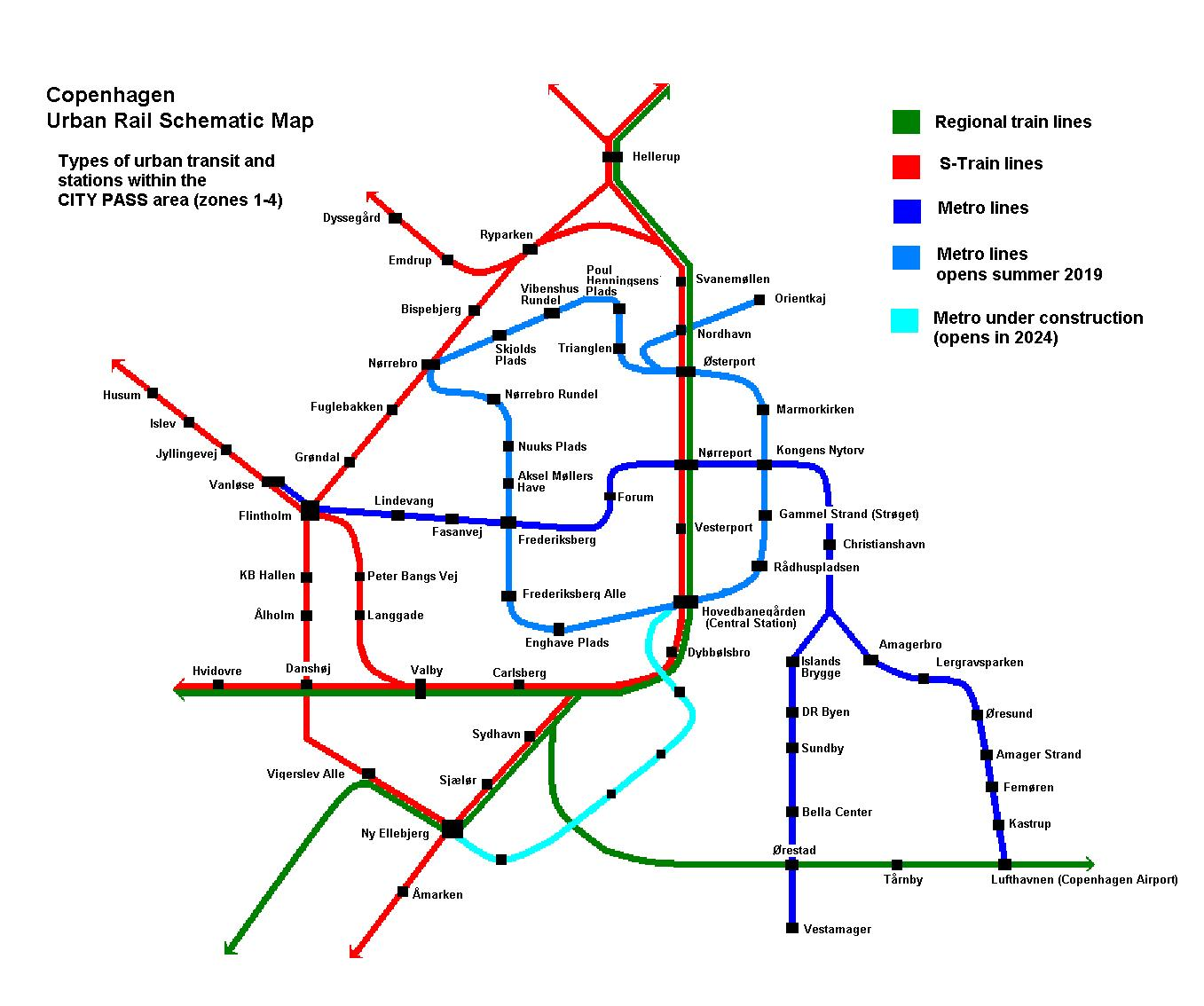
Karta över Köpenhamns spårtrafik, 2019.

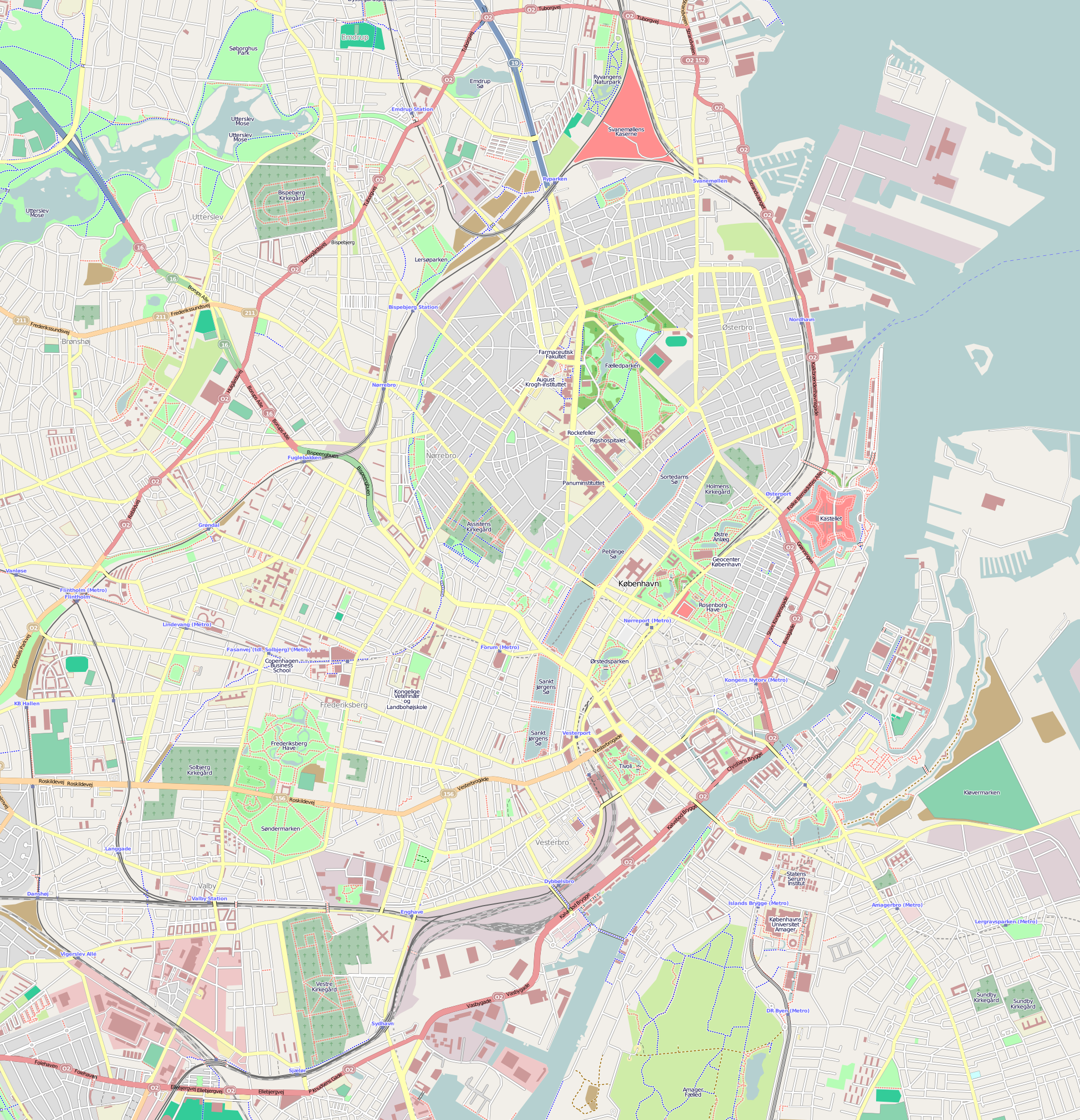
Karta över centrala Köpenhamn.

Köpenhamns kommun är Danmarks folkrikaste med 579 513 invånare 1 oktober 2014, på en yta av 86,2 kvadratkilometer. Kommunen delades före den danska kommun- och regionreformen 2007 in i 15 administrativa stadsdelar, därefter har sammanslagningar minskat detta antal till cirka 10. Noterbart är dock att Frederiksbergs kommun, som ligger som en enklav inne i Köpenhamns kommun, fortfarande är en självständig kommun.

#### Köpenhamns stad
Förr ingick Köpenhamns kommun, Frederiksbergs kommun och Gentofte kommun i definitionen av Hovedstaden, vilket var en av Danmarks så kallade hovedlandsdeler. Denna definition är numera inaktuell.

#### Köpenhamns tätort
Köpenhamn har sedan länge vuxit sig större än sin kommungräns och den sammanhängande bebyggelsen sträcker sig nu in i till exempel Hellerup, Gentofte, Gladsaxe, Hvidovre, Rødovre, Herlev, Brøndby, Glostrup och Tårnby. Tätorten Köpenhamn, det vill säga det område som utgörs av sammanhängande bebyggelse, kallas Hovedstadsområdet och hade 1 246 611 invånare i början av 2014. Området omfattar fyra hela kommuner, samt delar av ytterligare fjorton.

#### Köpenhamns storstadsområde
För närvarande hittar man ingen tydlig definition av Köpenhamns storstadsområde i Danmarks statistiks redovisningar. Danska Skov- og Naturstyrelsen, som lyder under Miljøministeriet, arbetar dock med en definition som kallas Hovedstadsområdet som baserar sig på den så kallade Fingerplan 2007, vilken är ett planeringsunderlag för Köpenhamn med omgivning och som i en första version, Fingerplanen, arbetades fram redan 1947. Fingerplan 2007 används sedan 1 augusti 2007 som ett landsplandirektiv av myndigheterna. Det betyder att Fingerplanen tillsammans med 34 enskilda kommunplaner samt viss statlig översikt (formellt benämnt Oversigt over statslige interesser i kommuneplanlægningen) har fått övergripande betydelse för områdets planering och beslutsfattande, med liknande betydelse som HUR:s Regionplan haft för Köpenhamnsområdet fram till slutet av 2006. Hovedstadsområdet delas in i de fyra delområdena Det indre storbyområde, Det ydre storbyområde, De grønne kiler samt Det øvrige hovedstadsområde. Området som berörs hade totalt 1 989 942 invånare 1 oktober 2014, på en yta av 3 028,4 kvadratkilometer. Danska öresundskusten har idag mer eller mindre sammanhängande bebyggelse från Köge i söder till Helsingör. Relativt sammanhängande bebyggelse finns även i riktning mot Roskilde.
Ibland använder man Region Hovedstaden som definition, men detta område är inget officiellt storstadsområde utan en administrativ region. Gamla, numera inaktuella definitioner av storstadsområdet är de områden som kallades Storköpenhamn och Huvudstadsregionen. 
Köpenhamnområdet är tillsammans med Malmöområdet på den svenska sidan huvudområdena i den relativt tätbefolkade Öresundsregionen.

#### Landsdelen Köpenhamn
Efter kommunreformen 2007 har man arbetat fram definitioner av landsdelar i Danmark, för att möta statistiska behov på en lägre nivå än regioner. En av dessa landsdelar heter København by, och omfattar kommunerna Köpenhamn, Dragør, Frederiksberg och Tårnby. Den f.n. enda officiella definition som kallas København by, Köpenhamns stad, är denna landsdel som definieras av Danmarks Statistik. Ytan uppgår till 179,3 kvadratkilometer, och befolkningen uppgick till 739 425 invånare 1 oktober 2014. En landsdel är i första hand en geografisk och statistisk definition på NUTS 3-nivå, enligt systemet för Nomenklatur för statistiska territoriella enheter, och området har inga administrativa funktioner. Delar av samtliga tre kommuner i denna landsdel är glest bebyggda eller så gott som obebodda, speciellt västra delen av ön Amager (som utvanns ur havet under mellankrigstiden) samt öarna Pepparholm och Saltholm.

### Demografi och bebyggelsestruktur
Liksom i till exempel Stockholm skedde under 1950-,60-, 70 och även 1980-talen en gradvis utflyttning från Köpenhamns innerstad till nya stadsdelar, förorter och förstäder. Köpenhamns och Frederiksbergs kommuner består till stor del av kvartersbebyggelse, men stora ytterområden, bland annat i stadsdelarna Brønshøj-Husum, Vanløse, Valby, Kongens Enghave samt delar av Amager består av glesare förortsbebyggelse.

## Ekonomi och infrastruktur
Köpenhamn har ett mycket välutvecklat cykelbanenät, väl gynnat av stadens platta geografi, och andelen pendlare som cyklar en del eller hela vägen mellan arbetsplats och hem är mycket stort hela året runt. De flesta större gator har enkelriktade breda cykelbanor på båda sidor. I Köpenhamn sker 37% av alla resor till arbete med cykel, inklusive inpendling från andra kommuner. En del cyklar längre avstånd. Av dem som pendlar 10–15 kilometer till jobb i Köpenhamn, väljer var tionde att cykla. År 2004 uppmättes cykelbanornas längd till 340 kilometer.
1995 blev Köpenhamn en av de första städerna att införa så kallade stadscyklar, lånecyklar som man plockar ut från särskilda stationer genom att stoppa i ett 20 kronors mynt. Myntet återfås automatiskt vid återlämnande vid vilken station som helst.
Kollektivtrafiken ombesörjs förutom av bussar, hamnbussar (skall ej förväxlas med de guidade rundturer i hamnen som också kör på sommaren) av fyra spårtrafiksystem:
- Köpenhamns S-tåg tåg av samma typ som S-bahn i Berlin och Hamburg. De första två bandelarna av Köpenhamns stadsbana S-tågen invigdes 1934.
- Köpenhamns metro tunnelbana som fungerar som komplement till S-tågen.
- Köpenhamns Re-tåg inkluderar även Öresundstågen
- Lokaltåg, vanligen dieseldrivna tåg i förorter där S-tåg eller Re-tåg saknas (sammanlagt 8 linjer inom kollektivtrafikområdet)

För vägtrafik finns tre större ringvägar:
- Den innersta, Ring 2 (ofta betecknad O2), går delvis på större (men helt vanliga) gator, men stora delar är också fyr- eller sex-filig väg som påminner om motorväg kortare bitar
- Motorring 3 (den mellersta) är motorvägsringen som passerar hela Köpenhamnsområdet. Numera sexfilig utom där ombyggnad inte är klar. Denna väg samt Helsingörmotorvägen och Kögemotorvägen utgör nuvarande E47, tidigare E4.
- Motorring 4 går som en ringväg men upphör som motorväg i närheten av Farum

Radiellt ut från city och brokvarterens boulevardförlängningar utgår motorvägar till Helsingör E47, Kongens Lyngby, Hilleröd, Roskilde-Holbæk, Frederikssund, Amager-Kastrup-Öresundsförbindelsen E20, en koppling mellan Motorring 3 och 4 samt mot Köge E47 och E20, där den delar upp sig mot Rödby/Gedser eller mot Odense och Stora Bält. Det finns ungefär lika mycket fyrfilig som sexfilig motorväg.
Köpenhamns flygplats, Kastrup, på Amager cirka 7 km söder om centrum. Kastrup har sedan mitten av 1990-talet en järnvägsstation och sedan 2008 utgår en metrolinje också härifrån. 
Hamnen har plats för bil- och passagerartrafik till Oslo och Świnoujście och besökande kryssningsfartyg. Under senare år har Köpenhamn besökts av 300 kryssningar årligen.

## Stadsbild och arkitektur

Panorama från Vor Frelsers Kirke

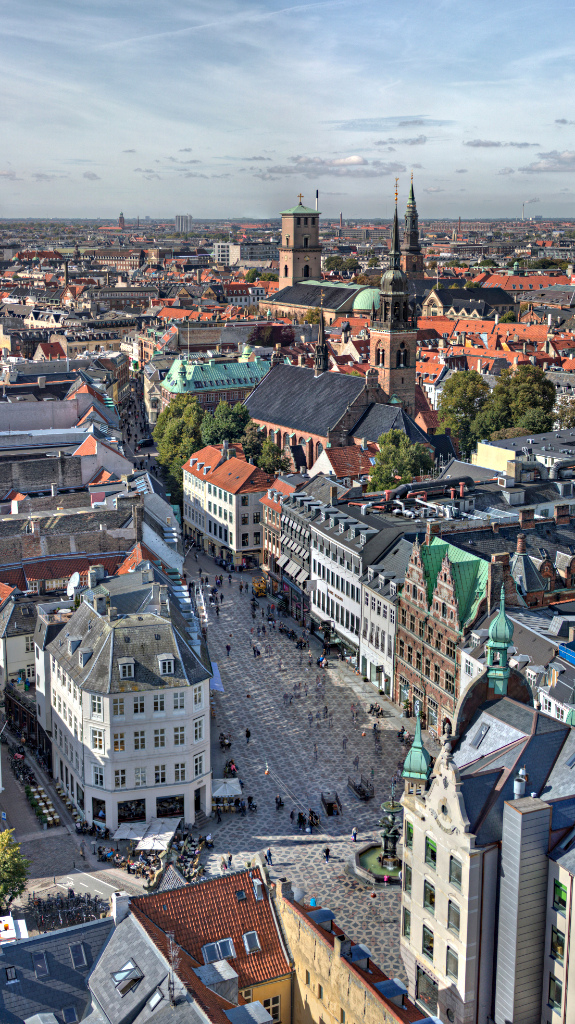
Amagertorv på Strøget

Det gamla centrum mellan Kongens Nytorv och Rådhuspladsen har kvar de medeltida slingrande gatorna och oregelbundna torgen, med det livliga butiks- och promenadstråket Strøget som förbinder de båda platserna under växlande namn längs sträckningen. Bebyggelsen i detta område präglas av rikt ornamenterade renässansbyggnader från Kristian IVs tid, de enkla "ildebrandshusen" som uppfördes efter den stora eldsvådan 1728, samt nyantika byggnader från sent 1700- och tidigt 1800-tal. Alldeles vid Amagertorv finns Helligåndskirken.
I Latinerkvarteren norr om Strøget ligger universitetsområdet och domkyrkan Vor Frue kirke. I närheten ligger också Trinitatis Kirke, med sitt kupoltorn Rundetårn som rymde ett astronomiskt observatorium fram till 1861. Söder om Strøget finns Slotsholmen, som sedan medeltiden varit hem för den centrala administrationen, med slottet Christiansborg där bland annat Danmarks högsta domstol, Folketinget samt stads- och utrikesministerierna huserar. Där finns även kungliga representationslokaler.

### Parker
Köpenhamn har många större och mindre parkområden. Dyrehaven norr om Hellerup är den största. Längre in mot centrum finns Fælledparken samt Frederiksbergs slottspark inklusive Søndermarken. Innanför sjöarna finns bland andra Kongens Have, Botanisk have och Ørstedsparken. Större delen av det på 1930-talet av havet utfyllda västra Amager utgör Amager Fælled, ett blandat skogs- och ängsområde. Enghave är en liten park med stor lokal betydelse på Vesterbro. Även den stora Valbyparken bör inte glömmas.
I staden finns också ett antal mindre sjöar som avskiljer dagens centrala Köpenhamn från Frederiksberg och Nørrebro. Søerne heter räknat från nordost mot syd "Sortedams Sø", "Peblinge Sø" och "Sankt Jørgens Sø". De är cirka 200 meter breda och deras totala längd är mellan 2,5 och 3 km. De ligger inte på en rak linje, utan som en mindre del av en cirkel med mycket stor radie. Standkanterna utnyttjas av flanörer och typiska fåglar som trivs vid vatten. Efter tillkomsten av två broar ser det ut att vara fem sjöar, deras namn består dock. Kör man över en av de mellersta broarna får man en illusion av att en större flod rinner genom staden. I själva verket är sjöarna mycket grunda, och kommunen har problem med vattenkvaliteten på grund av all fågelmatning.

### Arkitektur
Köpenhamn är känt för sina "tinnar och torn", byggnationer av högre hus har därför alltid motarbetats. Detta till trots ligger Skandinaviens näst högsta bostadshus (efter Turning Torso i Malmö) på Frederiksberg, det 30 våningar höga Domus Vista (102 m högt). Mest kända höghus är dock Radisson Blu Royal Hotel vid Vesterport station (22 våningar) samt Radisson Blu Scandinavia Hotel i området Islands Brygge på norra Amager (26 våningar). Efter den brittiska belägringen och beskjutningen med fosforraketer 1807 förstördes nära nog alla hus med halmtak, och många andra hus därtill. Det finns därför ytterst få medeltida hus kvar överhuvudtaget. 1700-tals radhusområdet Nyboder kunde dock renoveras, och är i dag ett både unikt och populärt bostadsområde, beläget på gränsen mellan City och Østerbro. På norra sidan Nyhavn finns dock ett fåtal byggnader vilka är ännu äldre. Annars präglas "Den indre by" av tidig 1800-tals bebyggelse. Blott få hus har fått ge vika för efterkrigsbebyggelse, åtminstone i citys södra delar. Ett mindre område norr om Kongens Have har byggts på 1950 och 1960-talen. På Frederiksberg och i brokvarteren är bebyggelsen från omkring förra sekelskiftet, med de först byggda husen närmast de från city radiellt utgående boulevarderna.

### Assistens Kirkegård
Denna omtalade kyrkogård invigdes 1760 på platsen för en pestkyrkogård från 1711, och är delvis fortfarande i bruk för de som har familjegravar här. Kyrkogården ligger idag på inre Nørrebro. En gulfärgad putsmur skiljer kyrkogården från den trafikerade Nørrebrogade. Här vilar många av Danmarks mest framträdande icke-kungliga personer som avlidit de senaste 250 åren, bland andra H.C. Ørsted, Niels Bohr, Søren Kierkegaard och H.C. Andersen (i familjen Collins familjegrav, vars gravsten dock flyttades 1914).
Delar av det nordvästra hörnet av kyrkogården har tömts och omvandlats till en park i samband med byggandet av metrostationen Nørrebros Runddel station, som ingår i Cityringen. Detta har irriterat inte enbart boende runt kyrkogården, utan också kommunalpolitiker som anser sig blivit lurade av byggbolaget gällande hur stor del av kyrkogården som berörs.

## Kultur och verksamheter

### Sevärdheter

#### Christiania
Fristaden Christiania i stadsdelen Christianshavn befolkas till stor del av oliktänkande, hippies och andra originella människor. Stadsdelen använder unika lösningar för många samhällsfunktioner och har länge varit en intressant plats att besöka för Köpenhamns turister. Till stor del bygger fristaden på ett ideellt arbete och andra intressanta lösningar. Även viss drogturism kommer till Christiania, då vissa hävdar att cannabis är lätt att få tag på i fristaden.
I april 2024 stängdes huvudgatan Pusher Street ner i hopp om att få bort de kriminella gängen som stod för drogförsäljningen på området. Detta också som en reaktion på den skjutning som tog plats på gatan i augusti 2023..

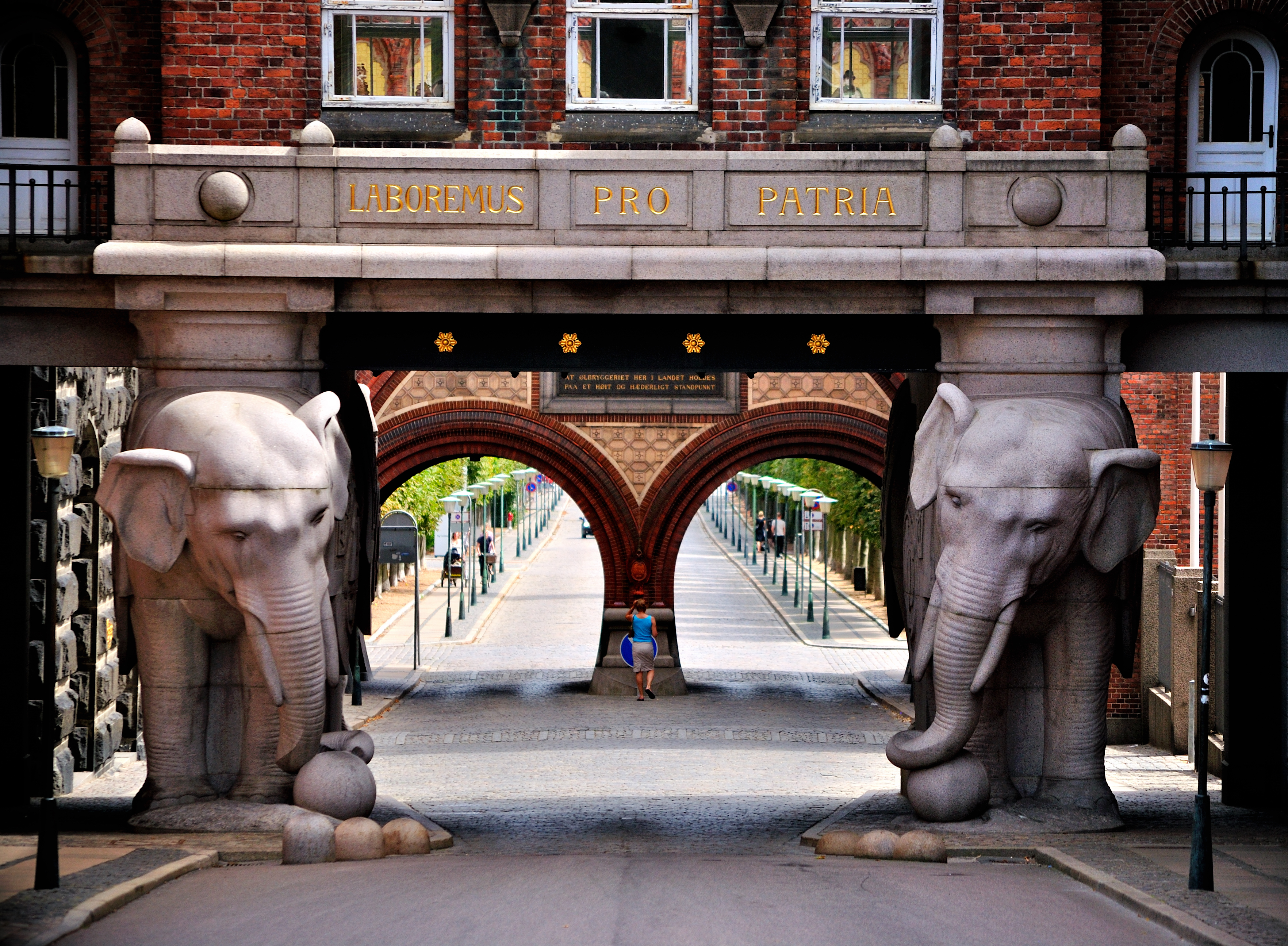
Elefanterna vid Carlsbergs bryggeri.

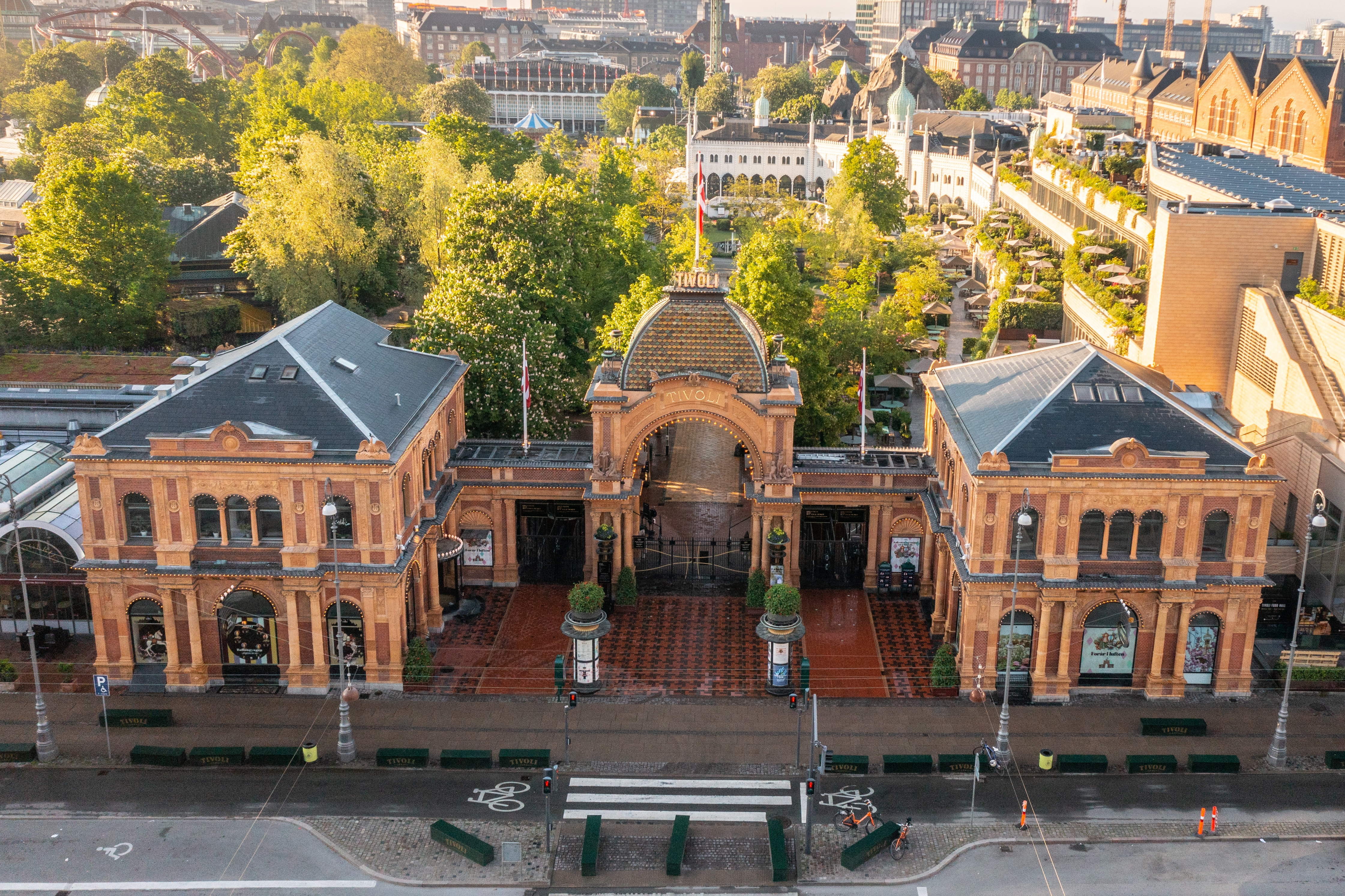
Tivoli (2021).

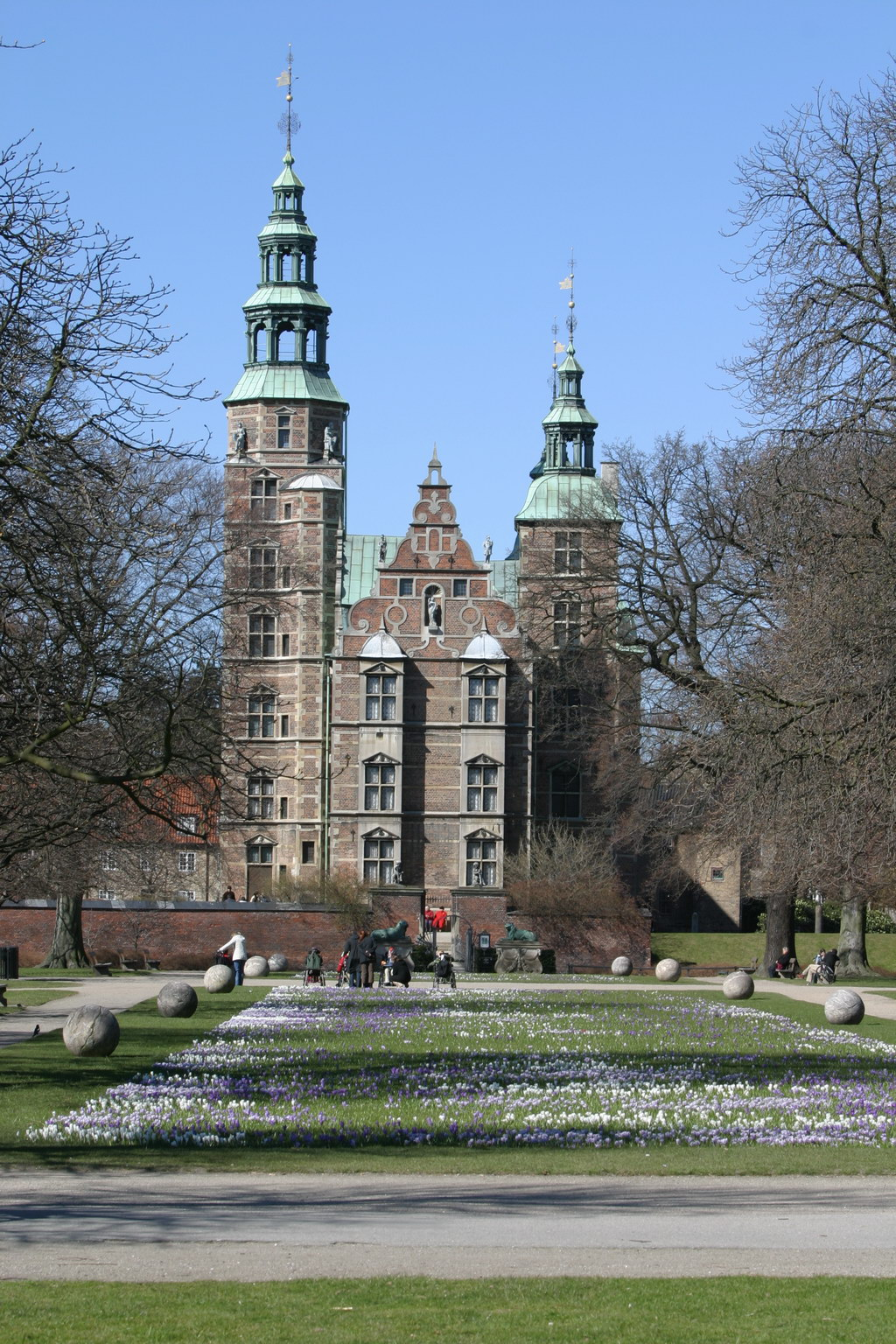
Rosenborgs slott

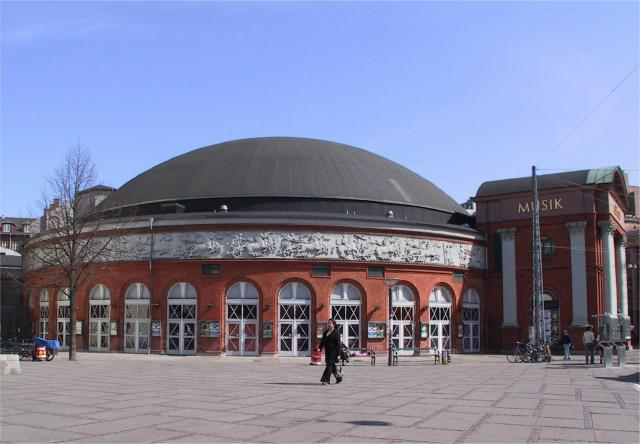
Cirkusbygningen på Axeltorv i Köpenhamn öppnade 1886 (foto 2007).

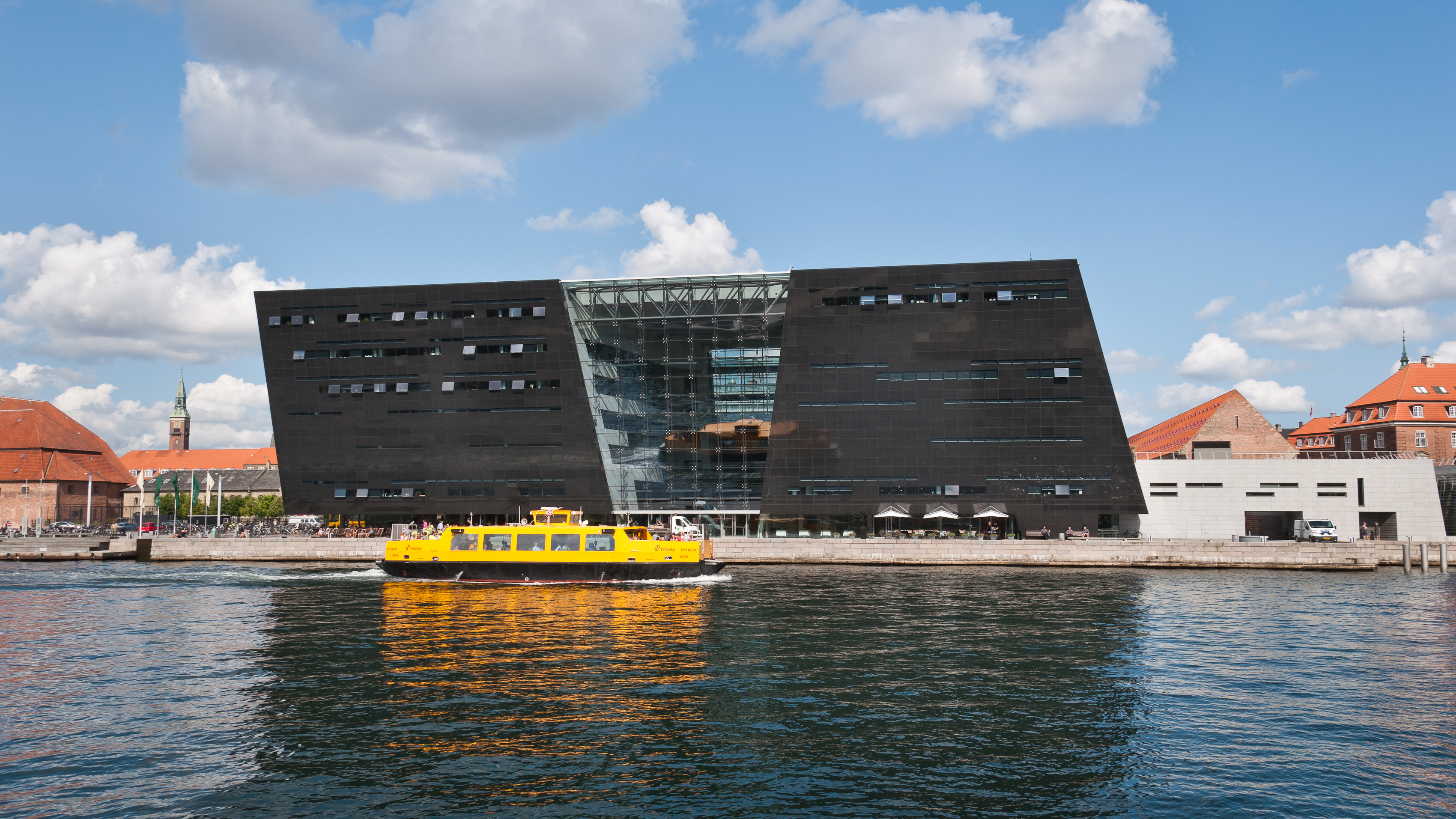
Det Kongelige Bibliotek.

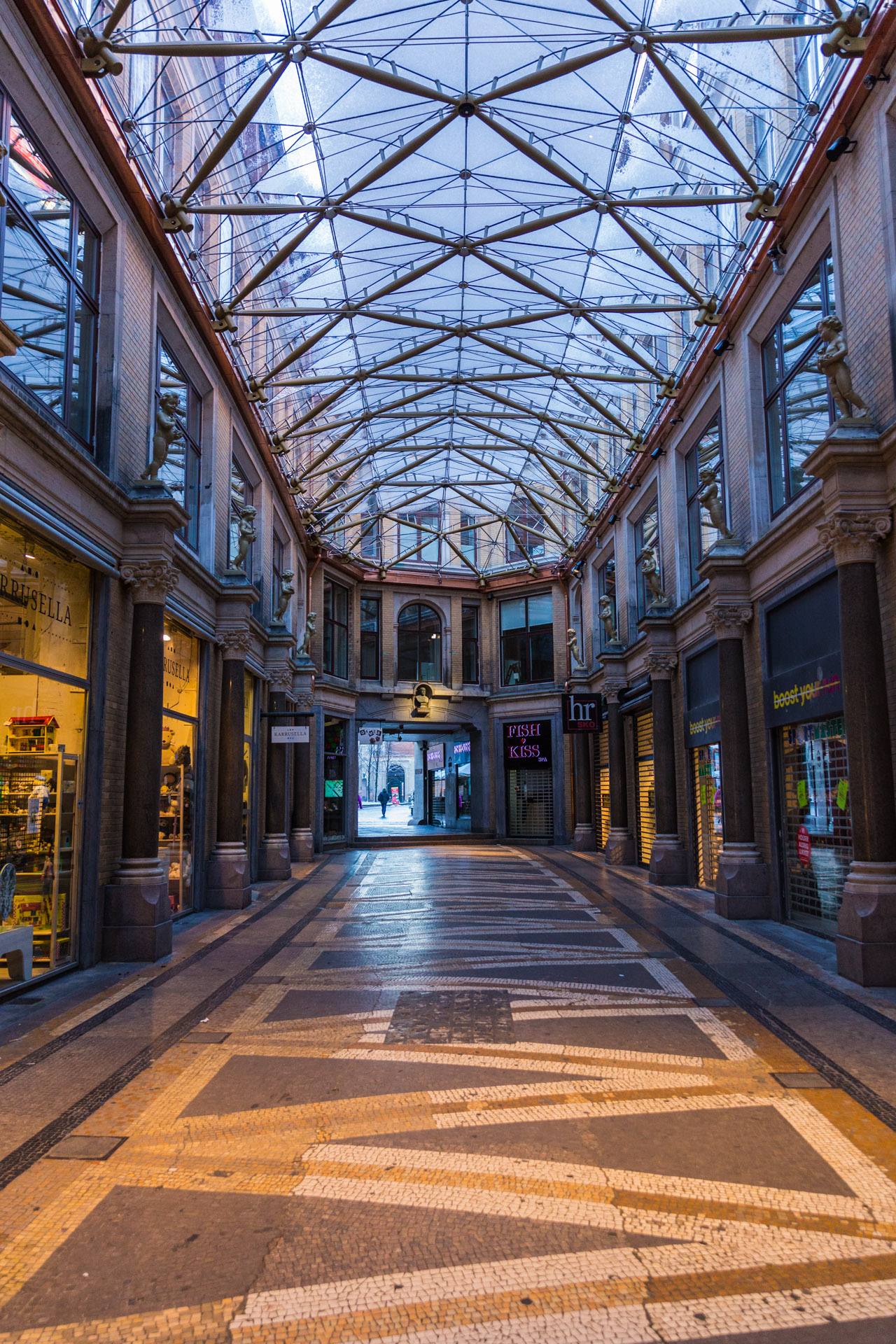
Jorcks Passage.

#### Den lille havfrue
Köpenhamns och hela Danmarks nationalsymbol är den bara 125 centimeter höga statyn Den lille havfrue som invigdes 1913. Den föreställer huvudpersonen i H.C. Andersens saga Den lilla sjöjungfrun. Den är rest vid inre hamnen i närheten av Kastellet.

#### Tivoli
Mittemot centralstationen ligger Tivoli, som är en av världens äldsta nöjesparker, dock flera hundra år nyare än "Bakken". Tivoli är öppet under stora delar av året. Längs ena sidan av parken går gatan HC Andersen Boulevard med Köpenhamns rådhus på andra sidan. Huset är smyckat med många skulpturer som skapades mellan 1892 och 1905 enligt renässansstilen. Rådhustornet är med 113 m Danmarks högsta torn.

#### Dyrehavsbakken
Vid Klampenborg ligger världens äldsta nöjespark, Dyrehavsbakken, eller bara "Bakken" i folkmun, med anor från 1500-talet. Enligt sin egen reklam är detta nöjesfält det som har flest åkattraktioner i Skandinavien, trots att själva nöjesfältet är ganska kompakt. Den äkta träbyggda Berg-och-Dal-banan var när den invigdes på 1930-talet Europas högsta, och tillhör fortfarande de högsta äkta träbanorna. Inträdet är gratis och från Klampenborgs S-tågs och Re-tågstation kan man hyra hästdroskor de cirka 500 meterna genom Dyrehavens ("Djurgården") bokskog innan man är framme vid nöjesfältet. 
Ursprunget var ett rykte om att här fanns en magisk källa, dit köpenhamnarna begav sig om söndagarna, så började det komma andra attraktioner allt efter hand, på så vis har nöjesfältet sakta men säkert övertagit källans roll.

#### Zoologisk Have
På Frederiksberg ligger Zoologisk Have eller bara "Zoo", som har djur från hela världen inklusive elefanter, giraffer, jättepanda och andra stora djur. Zoo håller öppet året runt, men perioden april-oktober är att rekommendera för då kan alla djur beskådas.

#### Den Blå Planet
Akvariet den blå planet som ersatte Danmarks akvarium i Charlottenlund, öppnade 2013 i Kastrup, ett område i Tårnby kommun. Det är en stor anläggning med gångtunnlar genom det största akvariet. Samlingarna kommer från hav och andra vattendrag i världen.

#### Botanisk have
I Botanisk Have finns många sydländska och på andra sätt märkvärdiga växter att se. I Botanisk have finner man också zoologisk museum, som inte skall förväxlas med den tidigare nämnda djurparken.

#### Tycho Brahe Planetariet och Vaxkabinettet
Vid Vesterport S-tågstation finner man Tycho Brahe Planetariet med dagliga förevisningar. Bredvid Tivoli och Rådhuspladsen fanns fram till 2007 vaxkabinettet Louis Tussaud's Wax Museum, vilket numera dock är nedlagt.

#### Museer
Förutom Nationalmuseum är Statens Museum for Kunst, Den Hirschsprungske Samling och Louisiana är några välkända konstmuseer som finns i Köpenhamn. 
Glyptoteket är helt unikt för Norden, och omfattar främst antika samlingar. Från Mesopotanien, Egypten (inklusive mumier), Det gamla Grekland och Romarriket. Byggnaden i sig är också tämligen ovanlig. I dess mitt finns en vinterträdgård med fiskdammar och palmer som är högre än den egentliga byggnaden, taket över vinterträdgården är kupolformat.

#### Andra museer
Andra intressanta museer är "HC Andersen museet", "Guinness rekord-museum" samt Experimentarium (ett fysiskt-logiskt museum beläget vid Tuborg hamn) där man får vidröra det som ställs ut. Langelinie vid frihamnen är känd för sina fartyg.

#### Teatrar
De största teatrarna är Det Kongelige Teaters båda scener (varav den äldsta är från 1770-talet; "Gamle Scene") vid Kongens Nytorv samt Köpenhamns opera från 2005. Även Østre Gasværk Teater, Nørrebro Teater och Folketeatret finns. Vid den centralt belägna parken Kongens have finner man Teatret ved Kongens Have, vars totala golvyta inkl. scenen endast omfattar 26 m2. Det är enligt teatern själv världens allra minsta teater. En eller två skådespelare framför inte alltför långa stycken inför 4-5 sittande personer. Nära kungliga slottet Amalienborg finns också Odd Fellow teatret. En helt ny storteater, Skuespilhuset invigdes år 2008 vid Langelinje.

#### Byggnader
Folketinget håller till i det nyklassisistiska Christiansborgs slott från förra sekelskiftet som ersatte ett slott som brann ner i slutet av 1800-talet. De gamla soldatbostäderna i Nyboderkvarteren är långa gula tvåvånings radhus från 1700-talet. I detta sammanhang måste också Humlebyområdets 245 radhus uppförda 1884-85 av "Arbejdernes Byggeforening", då främst för arbetare på det på 1990-talet nedlagda varvet Burmeister & Wain, nämnas.
Langebro är en bro i HC Andersen Boulevards förlängning som mynnar på Amager vid Christmas Møllers plads medan Knippelsbro går från Christiansborg via den av holländare på 1600-talet pålade och kanalförsedda stadsdelen Chistianshavn innan även denna väg når den till största delen naturliga ön Amager.
I närheten av universitetet finns Vårfrukyrkan av Christian Frederik Hansen i klassicistisk stil med statyetter av Bertel Thorvaldsen. Lite längre norrut ligger Rundetårn med bra utsikt över staden och treenighetskyrkan. Byggnaderna ligger längs Strøget, som är en av världens längsta bilfria gator och den centrala gatan genom Köpenhamn.
Mellan Strøget och inderhavn ligger Christiansborgs slott som sedan 1918 är säte för Danmarks parlament. På samma ställe fanns tidigare Köpenhamns första borg som byggdes i mitten av 1100-talet. Det nuvarande slottet byggdes mellan 1907 och 1928. Vid slottets norra sida ansluter slottskyrkan och bredvid står Det Kongelige Bibliotek som är landets nationalbibliotek. Här finns även huset Børsen från 1620 som fram till 1974 var en aktiebörs.
En annan känd sevärdhet i Köpenhamn är det gamla hamnområdet Nyhavn med en gata längs kajen med hus med gavelsidan mot gatan, som är känd för sina många restauranger. Vid gatans västra ände ligger torget Kongens Nytorv som är Danmarks största torg. På torget finns en staty av Kristian V till häst. Från torget några hundra meter åt nordväst ligger Rosenborgs slott som idag inhyser ett museum med Danmarks kronjuveler. Det kungliga slottet Amalienborg uppfördes omkring 1750 i rokoko. Slottet består av fyra byggnader som är placerade runt ett åttakantigt torg. Varje dag klockan 12 äger parad rum i samband med (det kungliga) vaktombytet.

### Nöjen
Förutom Tivoli och Dyrehavsbakken finns Strøget, det centrala shoppingstråket med näraliggande nöjesdistrikt, samt Nyhavn som utgör ett typiskt pub- och uteserveringsområde. Även Istedgade på Vesterbro är känt för sina klubbar, pubar och går rakt genom Köpenhamns hotelltätaste del, mellan centralstationen och Enghaven.

### Pingstkarnevalen
Varje år sedan 1982 arrangeras en karneval kring pingst.
Redan första året besöktes karnevalen av omkring 200.000, men den fick en explosionsartad utveckling. Antalet besökare ökade kraftigt under de fem första åren för att kulminera 1986, då det på pingstaftonskvällen och natten mot pingstdagen hade samlats 2 miljoner människor på Ströget och övriga gator i Köpenhamns city, "den indre by"  Evenemanget beskrevs detta år bland annat av Kvällsposten som "Norra Europas största spektakel". Och gatorna runt Ströget var som en fullpackad ståplatsläktare, bara med mycket stor möda kunde folk ta sig fram. Under natten till pingstdagen urartade det hela, många butiksfönster krossades och butiker plundrades och polisen hade ingen möjlighet att kunna ta sig fram. Efter detta drog Köpenhamns kommun sig ur evenemanget och intresset för karnevalen svalnade lika fort som det stigit, men från slutet av 1990-talet har pingstkarnevalen stabiliserats till ett evenemang av "lagom" proportioner. Pingstkarnevalen är förebilden för Malmöfestivalen vilken i sin tur var Sveriges första tillställning av denna typ, och som numera finns eller har funnits i någon form i varje svensk stad. (s.k. studentkarnevaler har dock funnits i Sverige långt tidigare)

### Sport
Bland idrottsarenor är den tidigare Idrættsparken, numera Parken (ägt av FC Köpenhamn), med 38 000 sittplatser på Österbro och Brøndby Stadion med 29 000 sittplatser de största, men även Farum Park med 12 000 sittplatser och Gladsaxe Stadion med knappt 14 000 platser (drygt hälften sittplatser) är äkta fotbollsarenor. För friidrott finns en mindre arena precis bakom Parken, Østerbrostadion samt ett flertal andra anläggningar (Lyngby Stadion, Hvidovre stadion med flera). 
Av inomhusarenor är Forum på Frederiksberg med sin cykelvelodrom för sexdagarsloppet samt Brøndbyhallen mest kända. En modern 
travbana finns vid Charlottenlund (medan Amagers travbana stängdes på 1970-talet). Galopptävlingar sker på Klampenborg Galopbane.
De framgångsrika fotbollsklubbarna FC Köpenhamn och Bröndby IF kommer från Köpenhamn. Andra klubbar är Fremad Amager, B93, FC Nordsjälland, Köge BK, Lyngby IF, Hvidovre IF, Frem och Akademisk Boldklub.
Köpenhamn var en av elva värdorter för Europamästerskapet i fotboll 2020 som avhölls sommaren 2021 och den 1 juli 2022 startade den första etappen av Tour de France 2022 i stadens centrum.

### Kända köpenhamnsbor
- Aage Bohr, fysiker, Niels Bohrs son
- Niels Bohr, fysiker
- Victor Borge, underhållningsartist
- August Bournonville, balettkoreograf
- Georg Brandes, litteraturkritiker
- Carl Brisson, skådespelare, sångare, boxare
- Lars Brygmann, skådespelare
- Helena Christensen, modell
- Jesper Christensen, skådespelare
- Tove Ditlevsen, författare
- Carl Theodor Dreyer, regissör
- Jens Fink-Jensen, författare
- Ole Frantsen, folkmusiker
- Peter Høeg, författare
- Arne Jacobsen, designer
- J.C. Jacobsen, Carlsbergs Bryggeris grundare
- Søren Kierkegaard, filosof
- Jesper Kyd, kompositör
- Thure Lindhardt, skådespelare
- Lauritz Melchior, operasångare
- Lars Mikkelsen, skådespelare
- Mads Mikkelsen, skådespelare
- Holger Nielsen, fäktare och sportskytt
- Jakob Nielsen, författare
- Emilie Otterdahl, skådespelare
- Thorvald Stauning, socialdemokratisk politiker och statsminister 1924-26 och 1929-42
- Lars von Trier, regissör
- Jørn Utzon, arkitekt
- Hans Christian Ørsted, fysiker och kemist

## Indextal från diverse institut
Worldwide Centers of Commerce Index, publicerad av MasterCard, rankar Köpenhamn som 14:e viktigaste stad, och den viktigaste i Skandinavien. Enligt GaWC klassificeras Köpenhamn som en världsstad med en ranking på beta+-nivå. I 2008 års Global Cities Index rankades Köpenhamn på 36:e plats i världen, 15:e plats i Europa och 2:a i Norden.